# Chris Wilcox
Chris Wilcox (Whiteville, 3 de setembro de 1992) é um ex-jogador norte-americano de basquete profissional que atuou na  National Basketball Association (NBA). Foi o número 8 do Draft de 2002.